# Émile Sarrade
Émile Sarrade (Parijs, 10 maart 1877 - aldaar, 14 oktober 1953) was een Franse rugbyspeler.

## Carrière
Sarrade speelde rugby en werd tweemaal landskampioen van Frankrijk. Tijdens de Olympische Zomerspelen 1900 werd hij Olympisch kampioen in het rugby en tweede bij het touwtrekken.

## Erelijst

### Rugby
- 1900:  Olympische Zomerspelen
- 1900: landskampioen met Racing Club
- 1902: landskampioen met Racing Club

### Touwtrekken
- 1900:  Olympische Zomerspelen